# Franco Bonato
Francesco Bonato detto Franco (Rosario, 4 marzo 1950) è un politico italiano.

## Biografia
Nato da immigrati italiani, giovanissimo si è trasferito in Italia dove è stato funzionario statale. Iscritto al Partito Comunista Italiano, fu inizialmente sindacalista ed in quanto dirigente della Federbraccianti ha sostenuto le lotte contadine che vi furono nel Veneto durante gli anni settanta.
Vicesindaco di San Stino di Livenza dal 1983 al 1990 e vicepresidente della Provincia di Venezia dal 1991 al 1996, dopo le elezioni politiche del 1996 ha conquistato un seggio alla Camera, venendo eletto con Rifondazione Comunista. Conclude il proprio mandato parlamentare nel 2001.
Tesoriere nazionale del PRC dal 2002, dal 18 maggio del 2006 all'8 maggio 2008 fece parte del secondo governo Prodi in qualità di sottosegretario al Ministero dell'Interno.
In seguito al congresso nazionale del PRC di Chianciano dell'estate 2008, decide di appoggiare la scissione di Nichi Vendola dando vita nel 2009 a Sinistra Ecologia Libertà, di cui diviene Tesoriere Nazionale il 12 luglio 2014.
Nel 2017, allo scioglimento di SEL, aderisce a Sinistra Italiana, di cui fa parte della Direzione Nazionale.